# Хобенский замок
Хобенский замок (пол. Zamek w Chobieni, нем. Schloss Köben) — замок в селе Хобеня в гмины Рудна Любинского повята Нижнесилезского воеводства в Польше.

## История
В 845 году «Баварский географ» упоминает 20 городищ племени дедошан, одним из которых было Cobena (Хобеня). Очередные задокументированные упоминания о крепости на левом берегу Одры датируются 1209 и 1238 годами. Первая каменная оборонительная постройка в позднеготическом стиле была построена здесь примерно в XIV веке.
Вероятно, в XVI веке ее снесли, а в 1583 году по инициативе тогдашнего владельца Георга фон Коттвица на ее месте был построен ренессансный замок. Очередную перестройку замка осуществил в первой половине XVII века Леонгард фон Котвиц.
В XVIII веке модернизацию замка осуществил Карл Сигизмунд фон Гелгорн. Еще одна модернизация была проведена в 1905 году.
В стенах замка останавливалось много известных гостей. Так, в 1611 году Леонгард фон Котвиц устроил здесь свадьбу Иоганнеса Хермана, выдающегося немецкого писателя и богослова. В 1759 году здесь навещал своих солдат, раненых в Кунерсдорфском сражении, прусский король Фридрих II Великий. Чтобы подбодрить их, он произнес слова: «Я говорю вам, мои храбрые солдаты, что только смерть может разлучить нас ...» Этому событию посвящена картина «Речь короля Фридриха Великого в Хобени», которая находится в Художественном музее в Дюссельдорфе.
Последним частным владельцем замка, до его национализации в межвоенный период, был Вольфганг фон Саурма. Во время Второй мировой войны в 1945 году замок получил повреждения, после чего его уже не восстанавливали.

## Архитектура
Замок был построен на прямоугольном плане, двухэтажные крылья окружают внутренний двор, к которому ведет коридор под прямоугольной башней в западном крыле. Другие три круглые башни размещены по углам. Самой древней частью замка является подземелье в северо-западном крыле. Изначально замок был окружен рвом с водой. Одно- и двухпролетные интерьеры перекрыты на первом этаже цилиндрическим сводом с люнетами. Сохранился также обнаруженный в 1905 году расписной потолок 1583 года с изображением родовых гербов, ренессансный и барочный порталы, ренессансные каменные оконные рамы, фрагменты лепных украшений.

## Современность
Ежегодно в августе в замке проходят рок-музыкальные концерты Zamczysko. В наше время, под опекой фонда «Замок Хобеня» постепенно осуществляется ремонт замка.